# وو وي (لاعب كرة قدم)
وو وي هو رياضي ولاعب كرة قدم صيني، ولد في 5 فبراير 1997 في شينشيانغ في الصين. لعب مع Tianjin Tianhai F.C. ‏.

## وصلات خارجية
- وو وي على موقع قاعدة بيانات كرة القدم.إي يو (الإنجليزية)
- وو وي على موقع Soccerway.com (الإنجليزية)